# Babek (Bułgaria)
Babek (bułg. Бабек) – wieś w południowo-środkowej Bułgarii, w obwodzie Płowdiw, w gminie Brezowo. Według danych Narodowego Instytutu Statystycznego, 31 grudnia 2011 roku wieś liczyła 80 mieszkańców.